# Седма српска бригада НОВЈ
Седма српска бригада формирана је наредбом Главног штаба НОВ и ПО за Србију 4. фебруара 1944. у Јабуковику код Црне Траве од Лужничког и Црнотравског батаљона Другог јужноморавског одреда и нових бораца под именом Пета јужноморавска бригада. У првој формацији састојала се од три батаљона, и имала око 550 бораца у саставу. Бригада је била прва оперативна јединица НОВЈ формирана на делу Србије анектираном од Бугарске. 
Од формирања до 20. маја 1944. бригада је носила назив Пета јужноморавска.
За команданта је именован Ђура Златковић, а за заменика команданта Радослав Митровић. Први политички комесар бригаде био је Радослав Митровић, а помоћник политичког комесара Милорад Диманић.
Од формирања 23. српске дивизије, 6. јуна 1944, Седма српска бригада борила се у њеном саставу.